# خيانة المثقفين
خيانة المثقفين (بالفرنسية:  La Trahison des Clercs)‏  والترجمة الحرفية له هي خيانة الكهنة؛ هو كتاب نقدي كتبه المفكر الفرنسي جوليان بيندا ونشره لأول مرة عام 1927 باللغة الفرنسية. يتناول الكتاب دور المثقفين في المجتمع، منتقدًا تخلّيهم عن القيم الإنسانية لصالح الأيديولوجيات السياسية. يُعتبر هذا الكتاب من أشهر الكتب التي تناولت قضية مسؤولية المثقف تجاه المجتمع، حيث يصف بندا المثقفين بأنهم كهنة (= رجال دين) في الفكر وقد خانوا رسالتهم الأصلية. ترجم الكتاب إلى الإنجليزية الكاتب والشاعر الإنجليزي ريتشارد ألدينغتون عام 1928. ونُشرت الترجمة العربية عن النسخة الإنجليزية عام 2020 عن دار الروافد الثقافية وابن النديم بترجمة محمد صابر.

## فصول الكتاب
تعليق مترجم النسخة الإنجليزية
مقدمة المؤلف
مقدمة الأستاذ محمد شعبان صوان
الفصل الأول: تطور المشاعر السياسية في العصر الحديث
الفصل الثاني: أهمية هذه الحركة – طبيعة المشاعر السياسية
الفصل الثالث: «المثقفون» – الخيانة العظمى
الفصل الرابع: الملخص - التوقعات

## نبذة عن الكتاب
عاش الكاتب أحداث الحرب العالمية الأولى وويلاتها، وفي الوقت الذي تحول فيه العديد من المثقفين والفنانين إلى السياسة والأيديولوجيات، بدأ بيندا في كشف نوايا هؤلاء الذين تخلوا عن المبادئ والقيم واتجهوا إلى بلاط السياسة لينافقوا الحكام والملوك، يبرروا لهم أفعالهم بل ويمدحونهم على ما يمارسونه من ظلم وعدوان على الجوار باسم الوطنية التي استخدموها أداة يحركون بها مشاعر العامة نحو أهداف سياسية وعسكرية.وكل ذلك من أجل الشهرة والمال.
ويقول بيندا في كتابه المذكور "ولكننا في هذه الأيام لم نرَ إلا مفكرين، أو من ادّعوا أنهم أصحاب فكر، يعلنون صراحةً أن وطنيتهم لن تخضع لأي حكم أو مراقبة، وأعلنوا أيضاً (مثل باريس) أن «الدولة إذا أخطأت فيجب علينا أن نراها على صواب»، كذلك ألصقوا تهمة «خيانة الوطن» بأبنائه الذين يدافعون عن حرية العقل، أو على الأقل يمارسون حرية التعبير عندما يتحدثون عن وطنهم"